# 1996 PW
1996 PW est un petit corps du Système solaire dont l'orbite héliocentrique est analogue à celle d'une comète à longue période mais qui ne montre pas de signe d'activité cométaire depuis sa découverte. Des simulations montrent qu'il vient probablement du nuage d'Oort. Il s'agirait soit une comète éteinte soit d'un objet rocheux dès l'origine.
1996 PW a été observé, pour la première fois, le 9 août 1996, à 12 h 1 min 54 s [1996 08 09.50133 TU] par Eleanor F. Helin, Steven H. Pravdo et Kenneth J. Lawrence, du Near Earth Asteroid Tracking (NEAT), avec le télescope GEODSS de l'observatoire du Haleakalā, sur l'île de Maui à Hawaï. Sa découverte a été annoncée le 22 août 1996 par un communiqué de presse du Jet Propulsion Laboratory. Il est le premier objet qui n'est pas une comète active à avoir été découvert sur une orbite analogue à celle d'une comète à longue période.
Avec un paramètre de Tisserand relatif à Jupiter (TJ) inférieur à 2 (TJ = 1,737), 1996 PW serait un damocloïde.
Sa taille est estimée à 8 kilomètres s'il a un albédo de 0,04 caractéristique des comètes éteintes et à 15 kilomètres, s'il a un albédo de 0,15 caractéristique d'un astéroïde rocheux. Sa période de rotation est de 35,44 ± 0,02 heures. Son spectre est analogue à celui d'un astéroïde de type D ou d'un noyau de comète nu.